# Tupan Patera

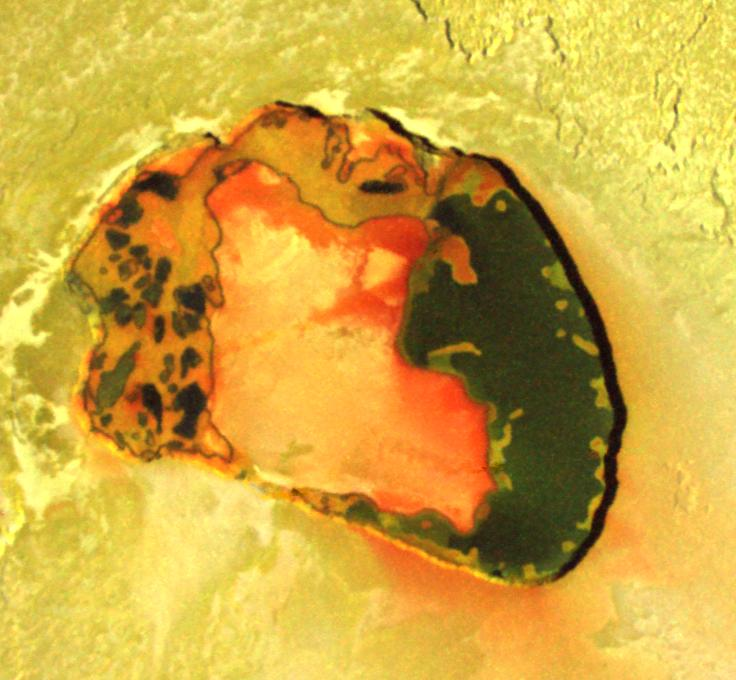
Tupan Patera, ein vulkanischer Schlot von 75 km Durchmesser mit einem Lavasee aus flüssigem Schwefel, aufgenommen im Oktober 2001

Tupan Patera ist ein Vulkan auf dem Jupitermond Io mit einem Durchmesser von 79,13 km. Er wurde 1997 nach dem brasilianischen Donnergott der Tupi und Guaraní benannt. Seine Klippen sind rund 900 m hoch. Teile des Kraters liegen höher als der ursprüngliche Kraterboden und enthalten daher keine dunklen Überreste der Lava. Es wird angenommen, dass frühere Ausbrüche des Tupan Patera dazu führten, dass die Oberfläche des Nachbarmondes Amalthea rot gefärbt ist.
Der Vulkan wurde erstmals 1979 von den beiden Voyager-Sonden in geringer Auflösung beobachtet, aber erst im Juni 1996, während der ersten Umlaufbahn der Galileo-Raumsonde, wurde vulkanische Aktivität an diesem Vulkan beobachtet.